# Charles Q. Hildebrant
Charles Quinn Hildebrant, född 17 oktober 1864 i Wilmington i Ohio, död 31 mars 1953 i Wilmington i Ohio, var en amerikansk republikansk politiker. Han var ledamot av USA:s representanthus 1901–1905.
Hildebrant studerade vid Ohio State University. År 1901 efterträdde han Seth W. Brown som kongressledamot och efterträddes 1905 av Thomas E. Scroggy. Hildebrant tjänstgjorde som delstaten Ohios statssekreterare 1915–1917 och var Wilmingtons borgmästare 1927–1941. Han gravsattes på Sugar Grove Cemetery i Wilmington.